# Красногорлый украшенный лори
Красногорлый украшенный лори (лат. Vini amabilis) — птица отряда попугаеобразных.

## Внешний вид
Длина попугая 18 см. Окраска оперения ярко-зелёная. Щёки, горло и бёдра красные.

## Распространение
Эндемик Фиджи, встречается на островах Вити-Леву, Вануа-Леву, Тавеуни и Овалау.

## Угрозы и охрана
Находится на грани исчезновения из-за вырубки и освоения лесов, распространения крыс вместе с человеческим жильём. Десять экземпляров были отловлены в 1923 году, последний раз этих попугаев наблюдали в 1993 и, возможно, на Вити-Леву в 2001. Предпринятые орнитологами в 2002 - 2012 годах специальные поиски в прежних местообитаниях результатов не дали.